# Zaïs
Zaïs est une pastorale héroïque de Jean-Philippe Rameau, composée sur un livret de Louis de Cahusac.
La pièce comporte un prologue et quatre actes. Elle a été créée à l'Académie royale de musique le 29 février 1748.
L'œuvre fut remontée en 1761 avec des décors conçus par Piero Bonifazio Algieri.[réf. souhaitée]

## Sources
- Philippe Beaussant (dir.), Rameau de A à Z, Paris, Fayard, mai 1983, 397 p. (ISBN 2-213-01277-6)
- (en) Cuthbert Girdlestone, Jean-Philippe Rameau : His life and work, New York, Dover Publications, coll. « Dover books on music, music history », 1969, 2e éd. (1re éd. 1957), 631 p. (ISBN 0-486-26200-6, lire en ligne)

## Discographie
- Collegium vocal de Gand / La Petite Bande, dir. Gustav Leonhardt, avec John Elwes, Marjanne Kweksilber, Max von Egmond, David Thomas, Mieke van der Sluis, Jane Marsh, René Jacobs (3 CD Stil 1988).
- Les Talens Lyriques dir. Christophe Rousset, avec Sandrine Piau et Julian Prégardien (Aparté 2015).